# Paralacydonia
Paralacydonia är ett släkte av ringmaskar som beskrevs av Fauvel 1913. Paralacydonia ingår i familjen Paralacydoniidae.
Paralacydonia är enda släktet i familjen Paralacydoniidae.
Kladogram enligt Catalogue of Life och Dyntaxa:
| Paralacydonia | \| \| Paralacydonia paradoxa \| \| \| \| \| \| Paralacydonia weberi \| \| \| \| |
|               | \| \| Paralacydonia paradoxa \| \| \| \| \| \| Paralacydonia weberi \| \| \| \| |
|               | Paralacydonia paradoxa                                                          |
|               |                                                                                 |
|               | Paralacydonia weberi                                                            |
|               |                                                                                 |